# Maximilien Lesage
Pour les articles homonymes, voir Lesage.
Maximilien Lesage est un homme politique français né le 2 mai 1852 à Beauvais (Oise) et décédé le 23 janvier 1897 à Beauvais.
Médecin à Beauvais, il est député de l'Oise de 1895 à 1897.

## Sources
- « Maximilien Lesage », dans le Dictionnaire des parlementaires français (1889-1940), sous la direction de Jean Jolly, PUF, 1960 [détail de l’édition]